# Golan Trevize
Golan Trevize è un personaggio nato dalla fantasia di Isaac Asimov. È protagonista dei romanzi fantascientifici L'orlo della Fondazione e Fondazione e Terra, che rientrano entrambi nel Ciclo della fondazione.
Trevize è un personaggio molto importante con la capacità di riconoscere la decisione giusta da prendere pur mancando dei dati necessari a tale decisione. Sarà infatti lui a scegliere Gaia/Galaxia come futuro dell'umanità e ad accantonare il piano Seldon.
Tra i personaggi legati a Golan Trevize ci sono Janov Pelorat e Bliss.